# André Almeida (calciatore 2000)
Domingos André Ribeiro Almeida, noto semplicemente come André Almeida (Guimarães, 30 maggio 2000), è un calciatore portoghese, centrocampista del Valencia.

## Caratteristiche tecniche
È un centrocampista centrale.

## Carriera

### Club
Cresciuto nel settore giovanile del Vitória Guimarães, ha esordito in prima squadra il 5 agosto 2019 disputando l'incontro di Taça da Liga vinto 1-0 contro il Feirense.

### Nazionale
Ha giocato numerose partite con le varie nazionali giovanili portoghesi.
Nel 2023 ha partecipato agli Europei Under-21.

## Statistiche
Statistiche aggiornate al 5 aprile 2025.

### Presenze e reti nei club
| Stagione                   | Squadra                    | Campionato                 | Campionato | Campionato | Coppe nazionali | Coppe nazionali | Coppe nazionali | Coppe continentali | Coppe continentali | Coppe continentali | Altre coppe | Altre coppe | Altre coppe | Totale | Totale | Totale |
| Stagione                   | Squadra                    | Comp                       | Pres       | Reti       | Comp            | Pres            | Reti            | Comp               | Pres               | Reti               | Comp        | Pres        | Reti        | Pres   | Reti   |        |
| -------------------------- | -------------------------- | -------------------------- | ---------- | ---------- | --------------- | --------------- | --------------- | ------------------ | ------------------ | ------------------ | ----------- | ----------- | ----------- | ------ | ------ | ------ |
| 2016-2017                  | Vitória Guimarães B        | LdH                        | 4          | 0          |                 | -               | -               |                    | -                  | -                  |             | -           | -           | 4      | 0      |        |
| 2017-2018                  | Vitória Guimarães B        | LdH                        | 0          | 0          |                 | -               | -               |                    | -                  | -                  |             | -           | -           | 0      | 0      |        |
| 2018-2019                  | Vitória Guimarães B        | LdH                        | 18         | 0          |                 | -               | -               |                    | -                  | -                  |             | -           | -           | 18     | 0      |        |
| Totale Vitória Guimarães B | Totale Vitória Guimarães B | Totale Vitória Guimarães B | 22         | 0          |                 | -               | -               |                    | -                  | -                  |             | -           | -           | 22     | 0      |        |
| 2019-2020                  | Vitória Guimarães          | PL                         | 8          | 1          | CP+CdL          | 0+2             | 0               | UEL                | 5                  | 0                  |             | -           | -           | 15     | 1      |        |
| 2020-2021                  | Vitória Guimarães          | PL                         | 30         | 2          | CP+CdL          | 2+1             | 0               |                    | -                  | -                  |             | -           | -           | 33     | 2      |        |
| 2021-2022                  | Vitória Guimarães          | PL                         | 31         | 0          | CP+CdL          | 1+4             | 0               |                    | -                  | -                  |             | -           | -           | 36     | 0      |        |
| lug.-ago. 2022             | Vitória Guimarães          | PL                         | 3          | 0          | CP+CdL          | 0               | 0               | UECL               | 3                  | 0                  |             | -           | -           | 6      | 0      |        |
| Totale Vitória Guimarães   | Totale Vitória Guimarães   | Totale Vitória Guimarães   | 72         | 3          |                 | 10              | 0               |                    | 8                  | 0                  |             | -           | -           | 90     | 3      |        |
| ago. 2022-2023             | Valencia                   | PD                         | 34         | 2          | CR              | 3               | 0               |                    | -                  | -                  | SS          | 1           | 0           | 38     | 2      |        |
| 2023-2024                  | Valencia                   | PD                         | 18         | 2          | CR              | 0               | 0               |                    | -                  | -                  |             | -           | -           | 18     | 2      |        |
| 2024-2025                  | Valencia                   | PD                         | 27         | 0          | CR              | 4               | 0               |                    | -                  | -                  |             | -           | -           | 31     | 0      |        |
| Totale Valencia            | Totale Valencia            | Totale Valencia            | 79         | 4          |                 | 7               | 0               |                    | -                  | -                  |             | 1           | 0           | 87     | 4      |        |
| Totale carriera            | Totale carriera            | Totale carriera            | 173        | 7          |                 | 17              | 0               |                    | 8                  | 0                  |             | 1           | 0           | 199    | 7      |        |